# دييغو دوك دي إسترادا
دييغو دوك دي إسترادا (بالإسبانية: Diego Duque de Estrada)‏ هو عسكري وكاتب إسباني، ولد في 1589 في طليطلة في إسبانيا، وتوفي في 1647 في كالياري في إيطاليا.

## وصلات خارجية
- دييغو دوك دي إسترادا على موقع الموسوعة البريطانية (الإنجليزية)